# ابن حيوس
ابن حيوس (395هـ/1004م - 473هـ/1080م) هو محمد بن سلطان بن محمد بن حيوس الغنوي من قبيلة بنو غنى بن أعصر، من قيس عيلان، الأمير أبو الفتيان مصطفى الدولة.

## حياته
ولد عام (395هـ، 1004م)، في دمشق، ونشأ فيها وتقرب إلى الولاة وأصحاب النفوذ والسلطة بشعره، ومدحهم وله أكثر من أربعين قصيدة في مدح أنوشتكين وزير الفاطميين، وبعد انتهاء عهد الدولة الفاطمية وأفول نجمها ضاعت أمواله ورقت حاله، فسافر إلى مدينة حلب، ومدح ولاتها من بني مرداس من بني كلاب فأكثروا له العطاء وعاش بينهم حتى وفاته عام (473هـ، 1080م).

## من أشعاره
قام بمدح الأمير جلال الدولة أبو المظفر بقصيدة مطلعها:
كفى الدين عزاما قضاء الدهر فمن كان ذا نذر فقد وجب النذر
و قد قال فيه أيضا:
ثمانية لم تفترق مذ جمعتها فلافترقت ماذب عن ناطر شفر
يقينيك والتقوى وجودك والغنى ولفظك والمعنى وعزمك والنصر
من محاسن شعره القصيدة اللامية التي مدح فيها أبو الفضائل سابق بن محمود وهو أخو الأمير نصر قوله:
طالما قلت للمسائل عنكم واعتمادي هداية الضلال
إن ترد على حالهم عن يقين فألقهم في مكارم أو نزال
و كان ابن حيوس قد صارت له أموال من بني مرداس فبني بمدينة حلب وكتب على بابها هذه الأبيات:
دار بنيناها وعشنا بها في نعمة من آل مرداس
فوم نفوا بؤسي ولم يتركوا علي للأيام من باس
قل لبني الدنيا ألا هكذا فليصنع الناس مع الناس